# Cytosin
Cytosin (C4H5N3O) er en pyrimidin nukleobase, der findes i både DNA og RNA. I DNA's dobbelthelix samt dobbeltstrengede RNA-områder danner cytosin tre hydrogenbindinger med purinen guanin. Denne kobling kaldes baseparring.